# Athyrium duthiei
Athyrium duthiei là một loài thực vật có mạch trong họ Woodsiaceae. Loài này được (Bedd.) Bedd. miêu tả khoa học đầu tiên năm 1892.